# Axel Jahnz
Axel Jahnz (* 19. Juli 1957 in Buxtehude) ist ein deutscher Politiker (SPD). In den Jahren 2014 bis 2021 war er Oberbürgermeister der Stadt Delmenhorst.

## Leben
Axel Jahnz wurde im Juli 1957 in Buxtehude geboren. Seine Kindheit und Jugend verbrachte er in Delmenhorst. Seine berufliche Laufbahn begann er im Jahr 1976 als Auszubildender zum Verwaltungsfachangestellten bei der Stadtverwaltung. Nach neun Jahren bei der Delmenhorster Stadtverwaltung wechselte er zum Kirchenverwaltungsamt Delmenhorst/Oldenburg-Land, wo er zuletzt als Verwaltungsleiter tätig war. Anschließend war er von 1998 bis 2014 Bürgermeister der Gemeinde Hude (Oldenburg).
Im Juni 2013 kündigte er an, bei der Bürgermeisterwahl in Hude (Oldenburg) nicht mehr antreten zu wollen. Stattdessen wolle er in Delmenhorst für die SPD kandidieren. Diese nominierte ihn im Dezember 2013. Jahnz war nach dem Rückzug des amtierenden Delmenhorster Oberbürgermeisters Patrick de La Lanne, der zwei Wochen zuvor aus der SPD ausgetreten war, der einzige Bewerber innerhalb der SPD. Am 25. Mai 2014 wurde er schließlich  mit einem Ergebnis von 63,1 Prozent zum neuen Oberbürgermeister der Stadt Delmenhorst gewählt. Dieses Amt trat er am 1. November des Jahres an. Die Amtszeit beträgt sieben Jahre und endete somit am 30. Oktober 2021. Jahnz verzichtete bei der Kommunalwahl in Niedersachsen 2021 auf eine erneute Kandidatur. Zu seiner Nachfolgerin wurde Petra Gerlach (CDU) gewählt.
Jahnz ist geschieden und hat drei Kinder.